# Novela de costumbres

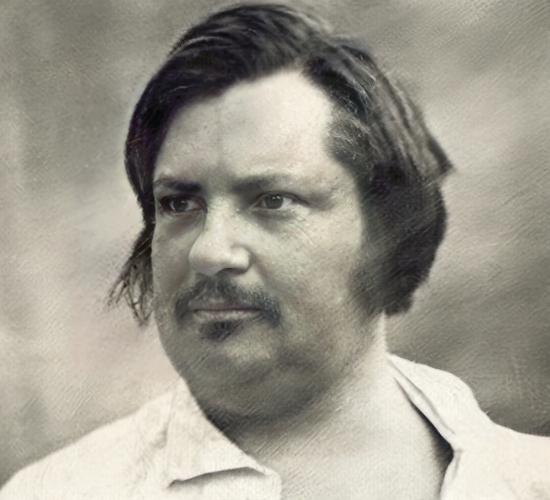
Daguerrotipo de Honoré de Balzac, representante destacado de la novela de costumbres.

La novela costumbrista o de costumbres es un género literario cuyo fin es retratar y describir las costumbres y tipos de un país, región o pueblos.
El nacionalismo propio del  Romanticismo, con su nostalgia por las costumbres y cosmovisiones que la sociedad de la Revolución industrial estaba degradando y perdiendo, desarrolló notablemente este género en el siglo XIX. Después lo adoptaron los autores del Realismo con más fuerza. Así, en Francia Honoré Balzac emprendió el proyecto de pintar la vida y las costumbres de los pueblos y de las ciudades del país en La Comedia Humana, un amplio ciclo novelístico compuesto en su mayoría por novelas costumbristas. Géneros paralelos son el artículo o cuadro de costumbres y la comedia de costumbres, dentro del generalmente llamado costumbrismo literario.
Su estructura más común es una sucesión de escenas populares de acentuado color local a las que está ligada la trama de la obra. Y aunque hay ciertos puntos de contacto entre la novela social y la novela costumbrista, la segunda acentúa en particular lo pintoresco y lo local, dejando fuera alegatos ideológicos o enfrentamientos entre capas sociales. 
En la literatura española del siglo XIX escribieron novelas costumbristas Fernán Caballero (La gaviota, novela original de costumbres), Pedro Antonio de Alarcón (El sombrero de tres picos), el cántabro José María Pereda, quizá el maestro del género (Sotileza y Peñas arriba), así como el andaluz Juan Valera (Pepita Jiménez). Más tarde, en el primer tercio del siglo XX, aparece un realismo costumbrista o neocostumbrismo de escritores hoy olvidados, como Alejandro Pérez Lugín con La casa de la Troya, novela de costumbres gallegas y estudiantiles que constituyó su mayor éxito, junto con Currito de la Cruz, que aborda el mundo del toreo), Pedro de Répide, consagrado a las costumbres madrileñas y otros autores como Salvador González Anaya, Luis Taboada o Diego San José.
En Hispanoamérica puede considerarse que el costumbrismo empieza con El Periquillo Sarniento. En Inglaterra pueden citarse, en el siglo XVIII, The Man of Feeling (1771) de Henry Mackenzie; en el XIX, Sense and Sensibility (1811), Pride and Prejudice (1813), Mansfield Park (1814), Emma (1816) y Persuasion (1818), de Jane Austen; Vanity Fair: A Novel Without a Hero (1848), de William Makepeace Thackeray; las distintas novelas de George Eliot (por ejemplo, la famosa Middlemarch) y El custodio, de Anthony Trollope, entre otros.
En el siglo XX pueden citarse Cósima de Grazia Deledda, recuerdos de niñez de la premio nobel en Cerdeña escritos en tercera persona. Un buen partido de Vikram Seth utiliza como punto de partida un matrimonio concertado para describir la situación social, política, religiosa de la India desde su independencia. Entre los estadounidenses cabe mencionar a Pearl S. Buck describe el choque entre civilizaciones en China en Viento del este, viento de oeste: las tradiciones ancestrales de pies vendados, concubinas, silencio y sumisión de la mujer tienen que afrontar la influencia occidental en forma de un grupo de chinos que rechazan los matrimonios concertados, se acercan al extranjero y se admiran del progreso científico. The House of Mirth (1905) o The Age of Innocence (1920) de Edith Wharton, o incluso El gran Gatsby de Francis Scott Fitzgerald, que trasciende el costumbrismo de los felices años veinte para mostrar la crisis y decadencia moral del sueño americano. También es representativo en ese sentido Corre, Conejo de John Updike.